# Скіту-Таркеу
Скіту-Таркеу (рум. Schitu Tarcău) — село у повіті Нямц в Румунії. Входить до складу комуни Таркеу.
Село розташоване на відстані 258 км на північ від Бухареста, 23 км на південний захід від П'ятра-Нямца, 115 км на захід від Ясс, 130 км на північ від Брашова.

## Населення
За даними перепису населення 2002 року у селі проживали 49 осіб, усі — румуни. Усі жителі села рідною мовою назвали румунську.